# انقلاب کمونیستی چین
انقلاب کمونیستی چین اوج حرکت حزب کمونیست چین به سوی کسب قدرت از زمان تأسیس آن در سال ۱۹۲۱ و دومین بخش از جنگ داخلی چین بود. در رسانه‌های رسمی، به این دوره جنگ آزادسازی گفته می‌شود.